# Niedernjesa

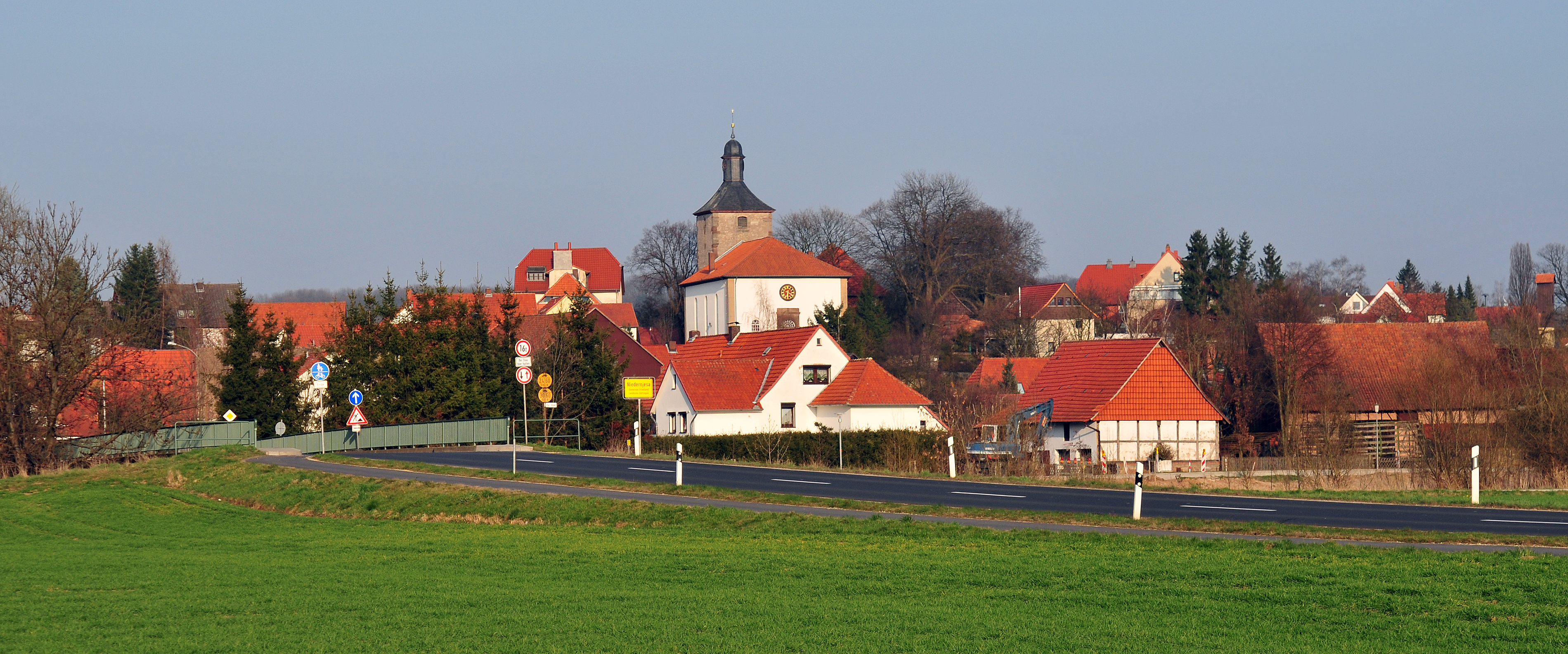
Blick vom Westen auf Kirche und Dorf

Niedernjesa (niederdeutsch Neren Jaise) ist der nördlichste Ortsteil der Gemeinde Friedland in Südniedersachsen. Zu Niedernjesa gehört das Klostergut Reinshof, das seit 1980 als Versuchswirtschaft für Agrarökonomie und Agrartechnik der Georg-August-Universität Göttingen genutzt wird. Der tiefliegende westliche Bereich von Niedernjesa liegt am Rand des Hochwassergebietes der Leine, wie die Hochwasserkarte anzeigt. Niedernjesa befindet sich am westlichen Rand des Brut- und Schutzgebietes vom Rotmilan. In der Diskussion steht seit 2014 der Bau von Windkraftanlagen nordwestlich von Niedernjesa.

## Geographie

### Lage

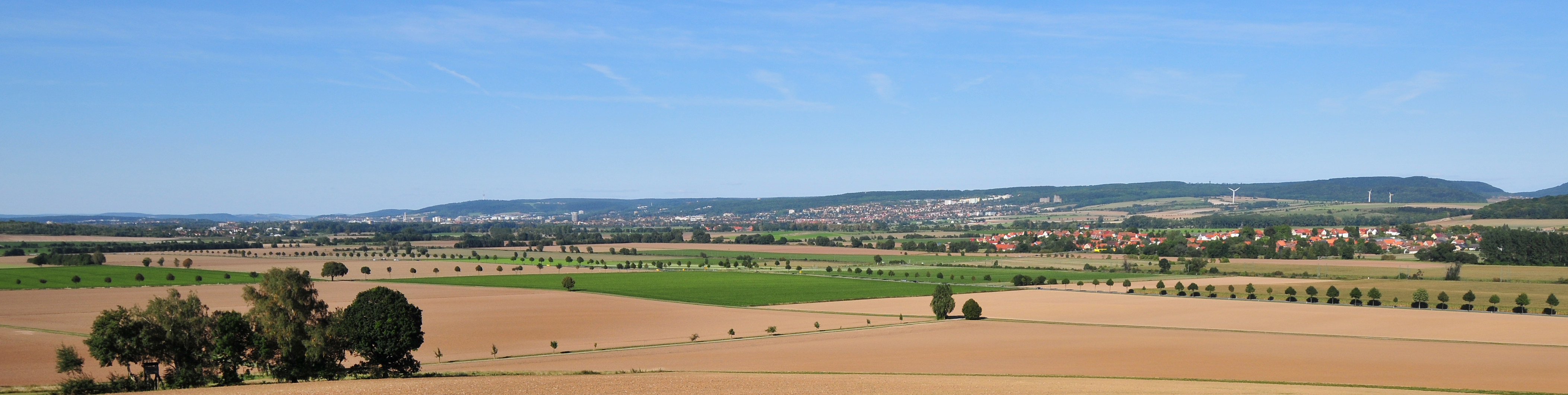
Der Leinegraben bei Göttingen und Niedernjesa.

Der Ort liegt ca. 6 km südlich von Göttingen im Leinetal an dem Fluss Leine und in der Nähe der Bundesstraße 27 und des Wendebach-Stausees.

### Klima
Die jährlichen Niederschläge betragen im langjährigen Durchschnitt 645 mm; es fallen vom Mai bis Juli 203 mm und vom Mai bis September 310 mm. Relativ wenig Niederschläge sind recht gleichmäßig verteilt über durchschnittlich 121 Tage. Die mittlere Jahrestemperatur beträgt im langjährigen Durchschnitt 8,7 °C, nämlich vom Mai bis Juli 15,3 °C und vom Mai bis September 15,2 °C. Die Periode zwischen erstem und letztem Frost dauert 170 Tage. Die mittlere relative Luftfeuchtigkeit beträgt 77,3 %.

### Wendebach-Stausee
Zum Schutz vor Hochwasser wurde 1967 auf Betreiben der Gemeinde Niedernjesa oberhalb von Niedernjesa mit dem Bau eines Rückhaltebeckens am Wendebach begonnen, das von 1970 bis 1973 fertiggestellt wurde. Der zweiteilige Staudamm besaß eine Länge von 260 m, eine Höhe von 15 m und eine Krone von 5 m Breite. Bei Hochwasser konnte der Wendebach auf einer Länge von 2 km, auf einer Breite von 400 m und auf einer Fläche von 28 ha angestaut werden. Die Oberfläche des Stausees lag dann auf einer Höhe von 180 m über NN, und der Stausee fasste dann 1.520.000 m³ Wasser.

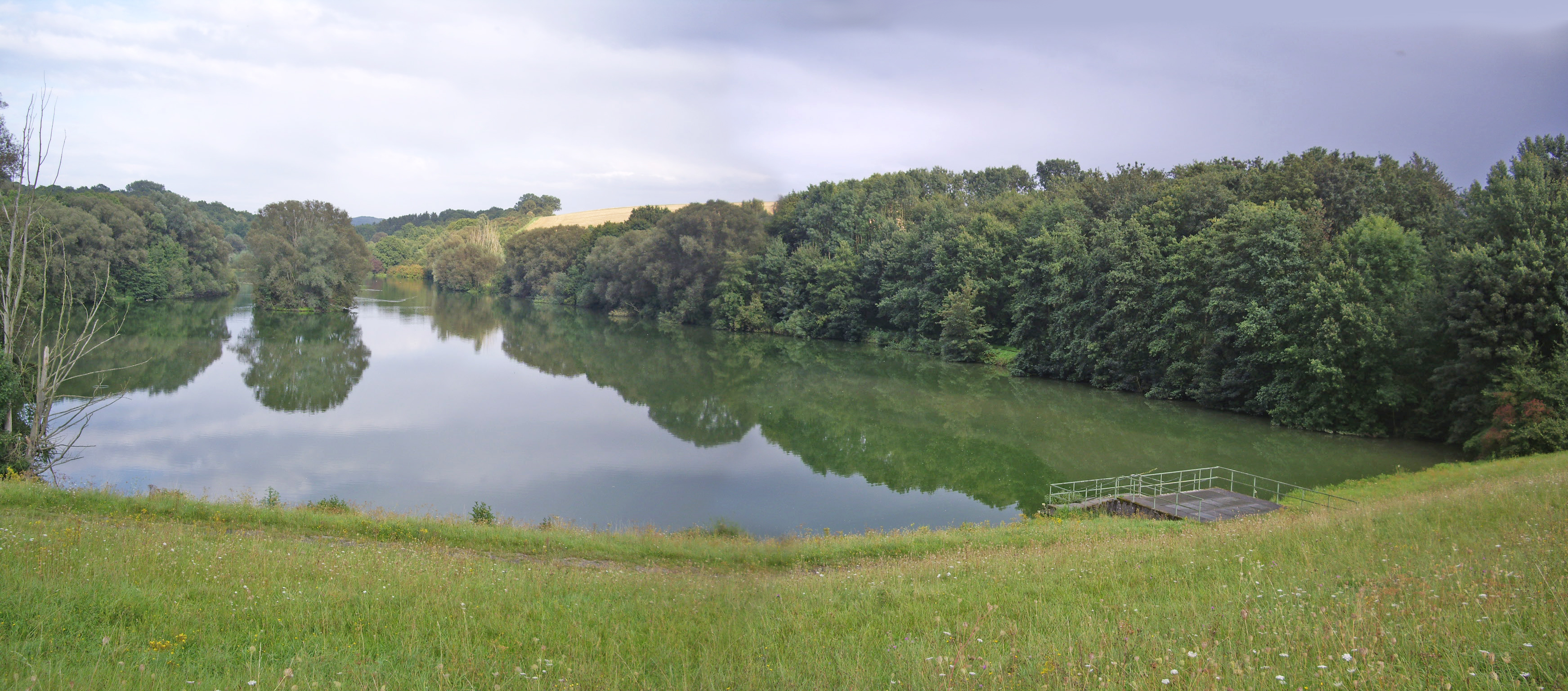
Blick vom ehemaligen Staudamm auf den Wendebachstausee.

Die Stauanlage staute seit 1973 den Wendebach, einen Zufluss der Leine. Den angestrebten vollkommenen Hochwasserschutz für die Bundesstraße 3 und den Ort Niedernjesa erreichte der Wendebachstausee nur teilweise, und seine beiden Erddämme brachten für die Bundesstraße 3 und den Ort Niedernjesa im Falle einer hohen Flutwelle eine zusätzliche Gefahr, weil die Standsicherheit der beiden 15 Meter hohen Erddämme trotz mehrfacher Sanierung nicht gewährleistet war und diese einer ebenso hohen Flutwelle nicht standhalten könnten.
Durch den am 6. Oktober 2014 begonnenen Umbau verspricht man sich mehr Sicherheit für die Region. Nun ist die Gemeinde Friedland gezwungen, Niedernjesa durch eigene Deiche zu schützen.
Während der Zeit des Umbaus ist der Badesee geschlossen.
Nach dem Umbau werden die beiden Abschlussdämme in der Mitte etwa sieben Meter niedriger sein als vorher, der Wasserstand des Badesees liegt dann nach wie vor bei 4,65 Meter (gemessen an der Sperrstelle), und eine Hochwasserentlastungsanlage wird dafür sorgen, dass auch ein sehr großes und seltenes Jahrtausend-Hochwasser die Talsperre so sicher passieren kann, wie es die aktuellen technischen Regelwerke vorsehen, nach denen heute solche Anlagen wie der Wendebach-Stausee geplant, gebaut und betrieben werden.
Der Umbau

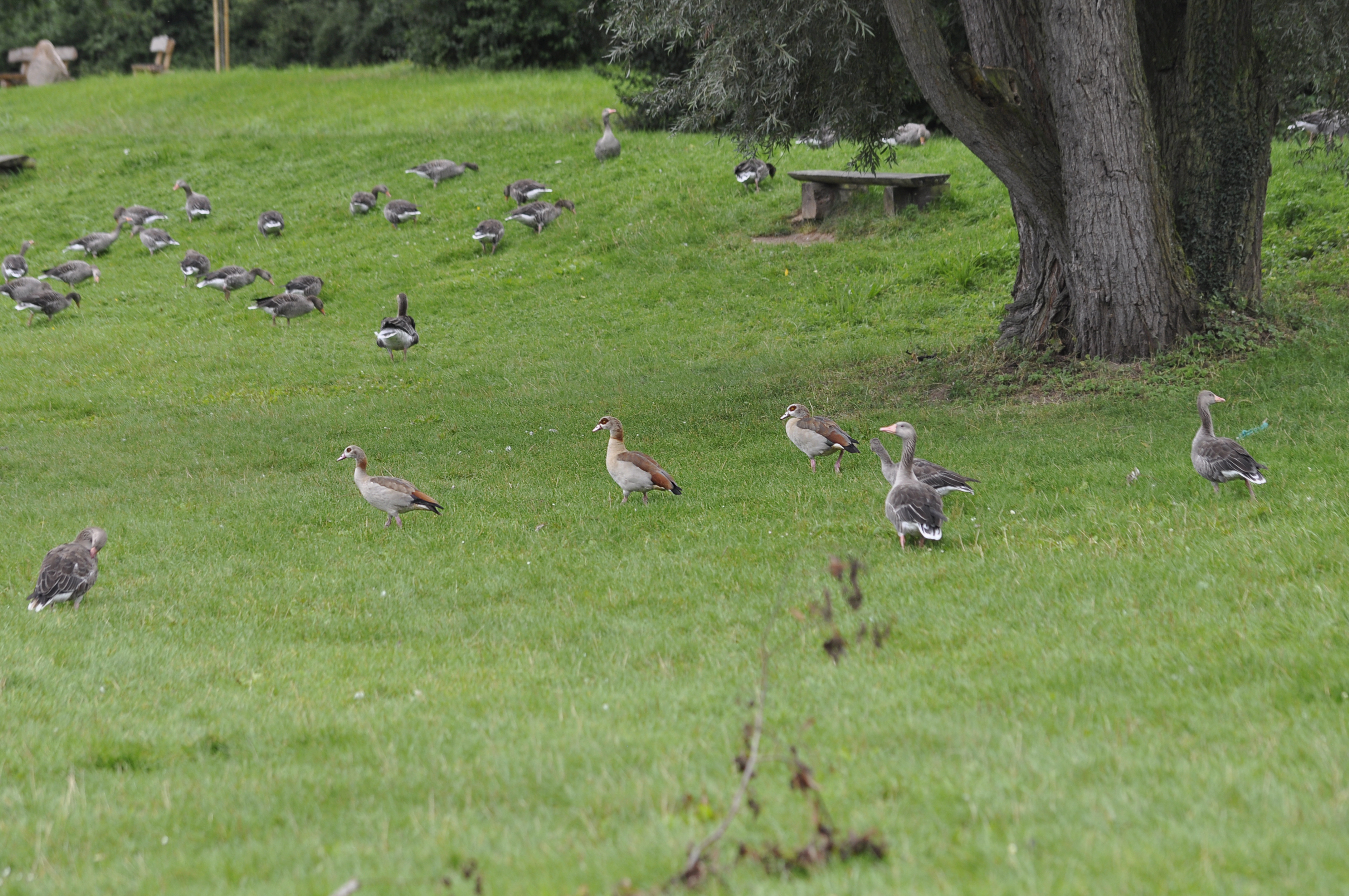
Nilgänse und Graugänse besuchen am 23. August 2014 die Wiesen des Wendebachstausees.

Am 6. Oktober 2014 öffneten Mitarbeiter des Niedersächsischen Landesbetriebs für Wasserwirtschaft, Küsten- und Naturschutz (NLWKN) den Staudamm und begannen mit dem Ablassen des Wassers. Seit dem 6. Oktober 2014 wurden die Randbereiche des Wendebach-Stausees nach Muscheln abgesucht, die umgesiedelt wurden. Als der Wasserstand so niedrig war, dass die Fische am Auslaufbauwerk mit Hilfe von Netzen und Gittern geborgen werden konnten, nahmen Mitglieder des Sportangelklubs Göttingen die Fische artgerecht auf und setzten sie in ihre eigenen Gewässer um. Danach wurde das restliche Wasser abgelassen und der See entschlammt.
Im Frühjahr 2015 wurde der Abschlussdamm um rund sieben Meter abgetragen und mit einer neuen Hochwasserentlastungsanlage versehen; gleichzeitig wurde die bisherige Hochwasserentlastungsanlage verfüllt. Im Juni 2015 erneuerte der Zweckverband gemeinsam mit der Gemeinnützigen Arbeitsförderungsgesellschaft GAB zum Preis von 42.600 Euro den Badesteg und die Brücke über den Wendebach am Rundweg des Sees. Die Abschlussdämme wurden um rund sieben Meter abgetragen und mit einer neuen Hochwasserentlastungsanlage versehen, die geeignet ist, ein sogenanntes Jahrtausendhochwasser abzuführen; gleichzeitig wurde die bisherige Hochwasserentlastungsanlage verfüllt.
Für die Entschlammung stellte das Land Niedersachsen 180.000 Euro zur Verfügung. Das reichte nur für den Badebereich und die angrenzenden Bereiche. Aus Leader-Mitteln soll es einen Zuschuss von 22.000 Euro für den Badesteg geben; die Kosten insgesamt sind hier 50.000 Euro.
Im Januar und Februar 2016 wurde der Stausee bis zu der ursprüngliche Dauerstauhöhe von 171 Metern über Normal-Null (4,65 Meter Wassertiefe an der Sperrstelle) befüllt. Schnell fanden die Amphibien wieder von sich aus in ihr angestammtes Laichgewässer am Wendebach-Stausee zurück. Fische und Muscheln wurden danach in Abstimmung mit Fischereifachleuten neu besetzt. Am 7. Juni 2016 wurde der See als Badesee wieder freigegeben.

### Rosdorfer Baggersee

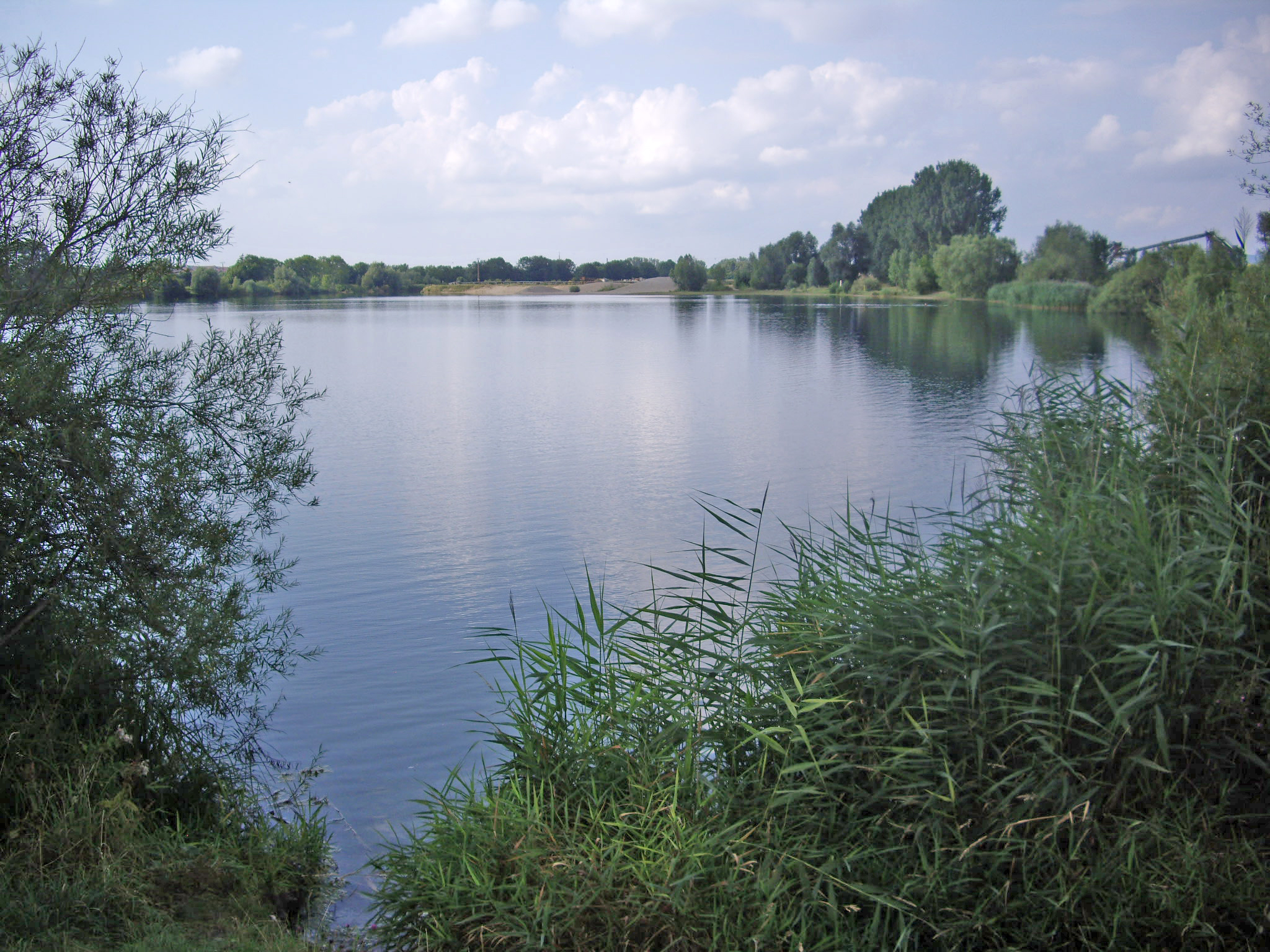
Der Rosdorfer Baggersee

Auf dem Gebiet der Klosterkammer Hannover bei Reinshof entstand 1969 im Zuge des Kiesabbaus wenige Meter östlich der Leine der Rosdorfer Baggersee, der 40 Jahre später bereits eine Fläche von 15 ha und eine Wassertiefe von über 40 m aufwies. Er liegt nahe der Nordwestgrenze des Ortsteils Niedernjesa und damit an der nordwestlichen Gemeindegrenze von Friedland und wird seit den 1970er Jahren als Naherholungsgebiet genutzt, vor allem von der Göttinger und Rosdorfer Bevölkerung. Der Zugang zum See war seit jeher frei und kostenlos, Nacktbaden üblich, Baden und Betreten jedoch offiziell verboten. Die Zahl der Badegäste im Sommer ist sehr hoch, dennoch gibt es keine sanitären Anlagen und keine geregelte Abfallentsorgung. Das Errichten von Zäunen um den See ist nicht zulässig, da der See im Überflutungsgebiet der Leine liegt.

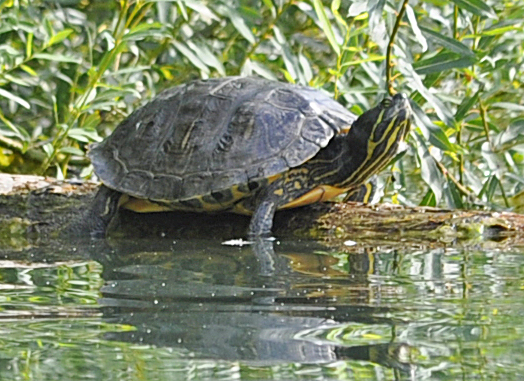
Schildkröte am 1. August 2014 am Ostufer des Rosdorfer Baggersees.

Mehrmals lehnten es sowohl der Landkreis als auch die Gemeinde Friedland mit Hinweis auf das Badeverbot ab, sich der Probleme des Badesees anzunehmen, der wenige 100 Meter südlich der Stadtgrenze Göttingens liegt und der von der Bevölkerung der Gemeinde Friedland einschließlich der von Niedernjesa nur sehr selten genutzt wird. Im August 2013 antwortete Landrat Bernhard Reuter auf eine Anfrage im Kreistag, eine zukünftige Nutzung als Badegewässer sei nicht vorgesehen. Im Juli 2014 weigerte sich der Landkreis, der Forderung des Umweltministeriums Hannover nachzukommen und eine Badewasserqualitätsbewertung zu erstellen, und forderte daraufhin die Gemeinde Friedland auf, das Baden noch einmal explizit per Satzung zu verbieten. Friedlands Bürgermeister Andreas Friedrichs (SPD) betonte im Anschluss mit Nachdruck, dass das Baden im See verboten sei. Dieses Verbot sei einzuhalten.

### Geplanter Hochwasserschutz für Niedernjesa
Von 1967 bis 2014 trug der Wendebach-Stausee in einer leider unzureichenden Weise zum Hochwasserschutz von Niedernjesa bei. Diese Funktion verlor der Wendebach-Stausee in den Jahren 2014 bis 2016 durch den Bau eines niedrigeren Dammes, der das Wasser nur bis zur gewünschten Höhe des Wendebach-Badeteiches staut. Seitdem wird nach einer Lösung für den Hochwasserschutz für Niedernjesa gesucht.
Im Jahr 1981 war Niedernjesa von einem hohen Hochwasser betroffen. Später folgten weitere niedrigere Hochwasser. Der Niedersächsischer Landesbetrieb für Wasserwirtschaft, Küsten- und Naturschutz fördert maximal Pläne für ein Jahrhunderthochwasser (HQ100). Dieser Wert HQ100 ist relevant für Maßnahmen der Hochwasservorsorge und des Hochwasserschutzes, wo er zur Dimensionierung von hochwasserrelevanten Anlagen wie Dämmen und Brücken dient. Aber Dämme, die auf HQ100 bezogen sind, bieten keinen Schutz vor einem möglichen höheren Hochwasser. Die Einwohner von Niedernjesa hofften ursprünglich auf einen höheren Hochwasserschutz, weil der Umweltminister Stefan Wenzel im Jahr 2013 wegen des Wegfalls des Schutzes durch den Wendebachstausee eine bevorzugte Förderung von Niedernjesa durch das Land Niedersachsen zugesagt hatte.
Im Jahr 2013 wurden die Überschwemmungsgebiete aber nur für ein HQ100-Hochwasser festgelegt. Im Jahr 2014 wurde ein Förderantrag für die Vorplanung und 2015 für die Entwurfsplanung bewilligt. Bis Ende 2015 wurden 103 000 Euro (davon 82 000 Euro Förderung) dafür ausgegeben. Im November 2015 begannen die Untersuchungen zur Bodenbeschaffenheit, um standsichere Dämme und Mauern bauen zu können.
Anfang November 2015 wurde im Bauausschuss Friedland der neue Plan für den HQ100-Hochwasserschutz von Niedernjesa vorgestellt. In diesem Plan fehlt jedoch ein Hochwasserdamm im Norden entlang der Klothgasse, die bei dem Hochwasser 1981 vollständig unter Wasser gestanden hat. In der Sitzung Anfang Dezember 2015 sprach sich der Ortsrat einstimmig dafür aus, für den Hochwasserschutz in Niedernjesa den vor drei Jahren vorgestellten ersten Entwurf weiter zu verfolgen. Dieser beinhaltete einen Hochwasserschutzdamm entlang der Straße Klothgasse vom Ortsrand bis zur Pumpstation. Diesen nördlichen Teil des Hochwasserschutzes sieht der letzte Plan von Anfang November 2015 nicht mehr vor. Aus Erfahrung ist in Niedernjesa bekannt, dass die Klothgasse bei Hochwasser teilweise überschwemmt wird. Die Sorge besteht, dass Niedernjesa von dort aus vollläuft, wenn der Deich im Norden von Niedernjesa fehlt.
Erst nach dem noch ausstehenden Planfeststellungsbeschluss können Maßnahmen zum Hochwasserschutz begonnen werden. (Stand vom 24. Juni 2016.)

## Geschichte

### Etymologie
Der Ortsname Niedernjesa ist als in Minori Jese um 1269 erstmals schriftlich erwähnt, nachdem schon seit 1022 eine Ortschaft Gese/Jese/Iese verzeichnet ist, die aber noch nicht in Obern- und Niedern- unterschieden ist. Nennungen: von Gese in den Jahren 1022, 1142, 1168, 1197, von Jese in dem Jahr 1100 und von Yese in dem Jahr 1189.
Die Herleitung des Namensteils „Jesa“ ist nicht ganz eindeutig: Aus der Wurzel jesan (gären, schäumen) könnte ein Teilabschnittsname der Leine entstanden sein, der sich auf die Ortschaften Niedernjesa und Obernjesa übertragen hat, selbst aber vom älteren und bedeutenderen Hauptnamen „Leine“ wieder verdrängt wurde und in Vergessenheit geraten ist.

### Mittelalter

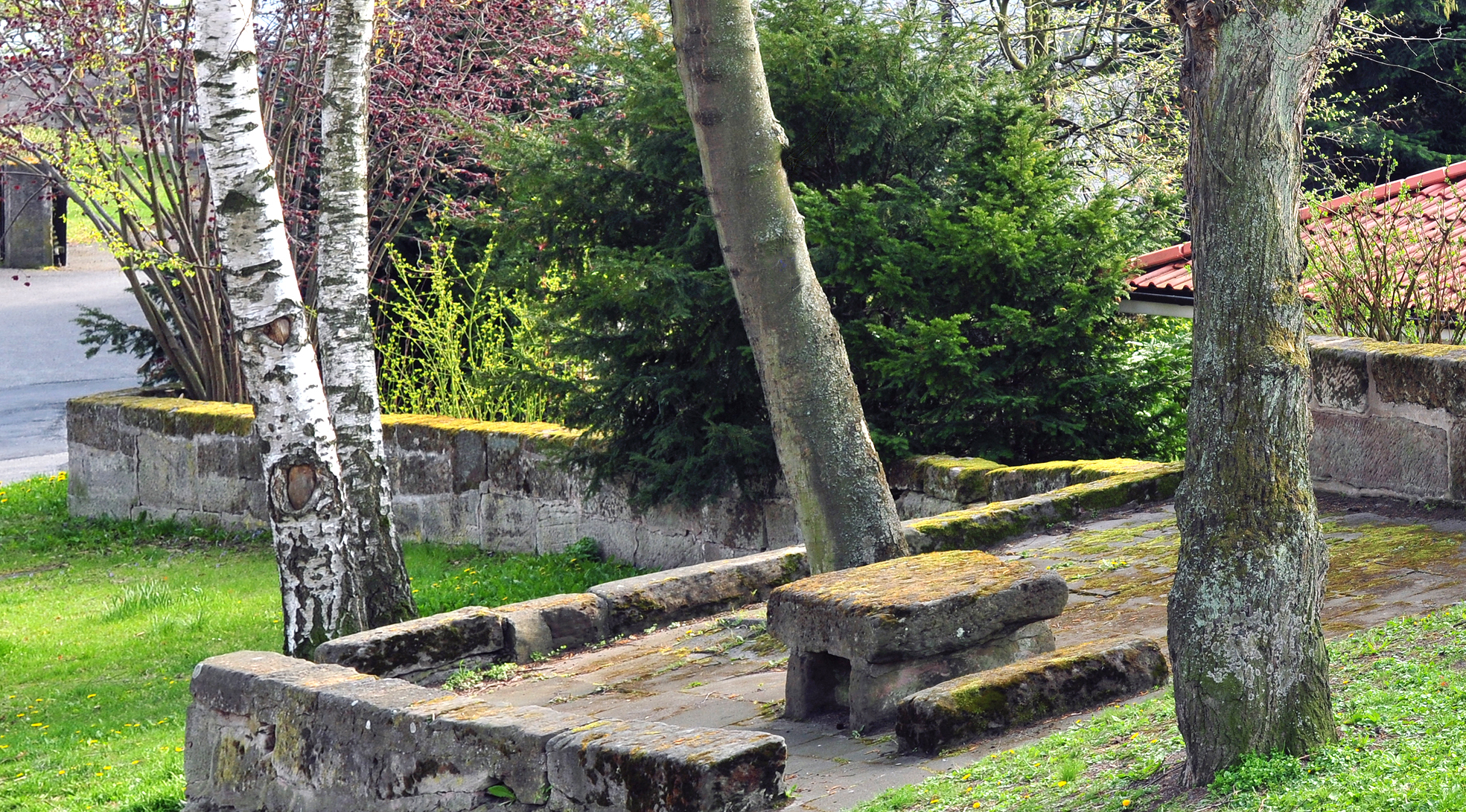
Der Thie in Niedernjesa

Das Alter des Ortes Niedernjesa ist nicht bekannt. Erstmals schriftlich erwähnt wird Niedernjesa im Jahre 1269. Die manchmal angeführte Erwähnung aus dem Jahre 1022 im Urkundenbuch des Hochstifts Hildesheim in einer gefälschten Urkunde angeblich Heinrichs II. könnte sich auch auf Obernjesa beziehen, da keine nähere Bestimmung angegeben ist. Niedernjesa war 1448 ein unmittelbares Amtsdorf des Amtes Friedland in der im 13. Jahrhundert entstandenen Burg Friedland.

### Klostergut Reinshof
Das Klostergut Reinshof liegt nördlich von Niedernjesa auf einer Höhe von 150 m über NN. Zu den Besonderheiten der Hofanlage zählt der Taubenturm, ein quadratischer, dreigeschossiger Fachwerkbau mit flachem Zeltdach.

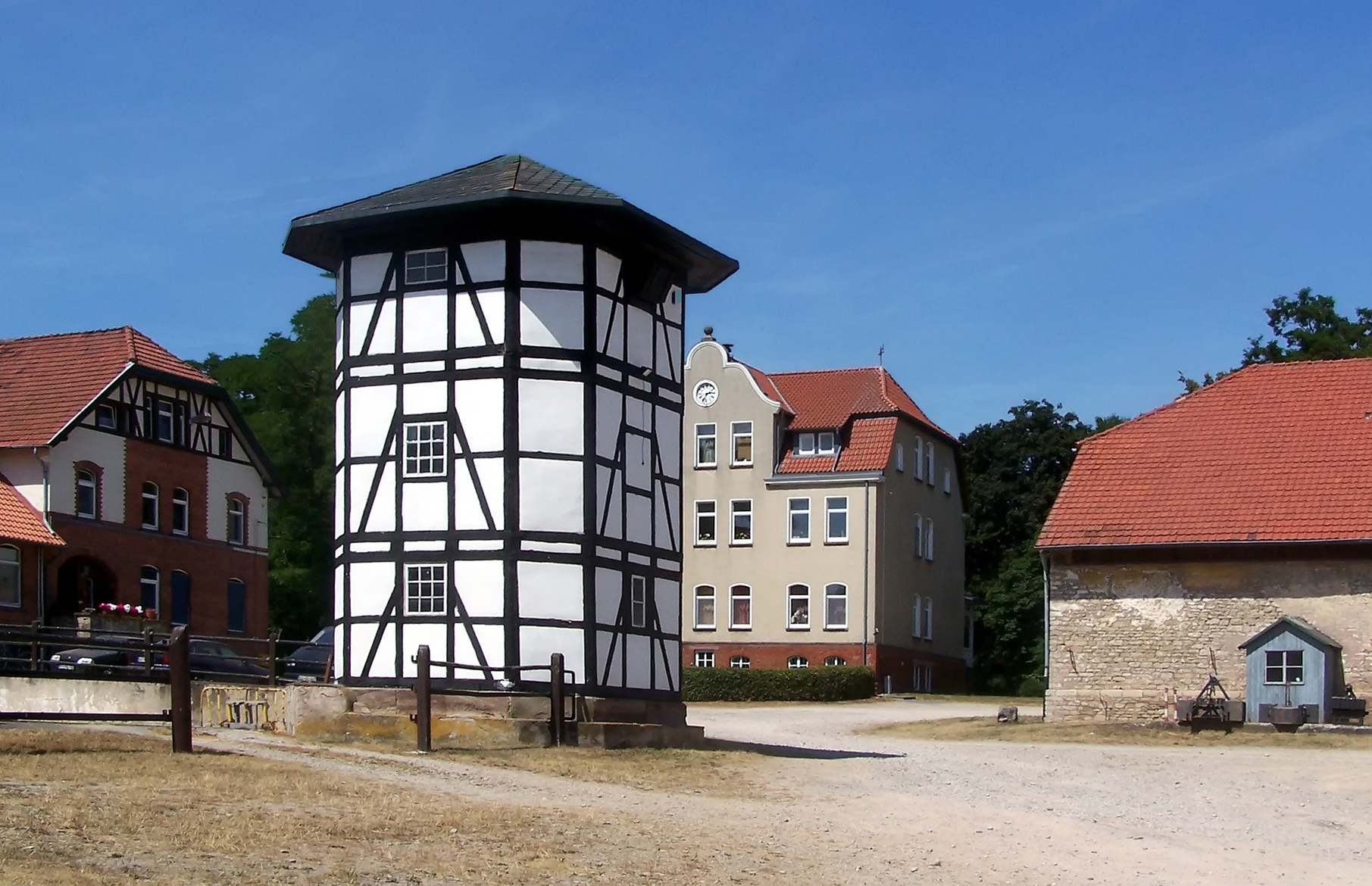
Der Taubenturm im Klostergut Reinshof

Die Betriebsfläche des Reinshofes befindet sich im Wasserschutzgebiet (Wasserschutzzone III). Der überwiegende Teil gehört zum Landschaftsschutzgebiet „Leinebergland“. Etwa 30 % der landwirtschaftlich genutzten Flächen liegen im Überschwemmungsgebiet von Leine und Garte.
Das Klostergut Reinshof wurde als Vorwerk des Augustinerinnenklosters in Weende gebaut und von 1890 bis 1980 als selbständiges Klostergut bewirtschaftet. Das Klostergut Reinshof war 1448 ein mittelbares Amtsdorf des Amtes Friedland. Mittelbare Amtsdörfer waren adelige und klösterliche Amtsdörfer. 1852 kam der Reinshof vom Amt Friedland zum Amt Göttingen. Nach der preußischen Annexion Hannovers im Jahr 1866 gehörte das Amt Göttingen zu dem neugegründeten Kreis Göttingen. Am 1. April 1885 wurde das Amt Göttingen aufgelöst; es ging im Landkreis Göttingen auf. Der Landkreis Göttingen wurde aus den Ämtern Göttingen und Reinhausen gebildet.

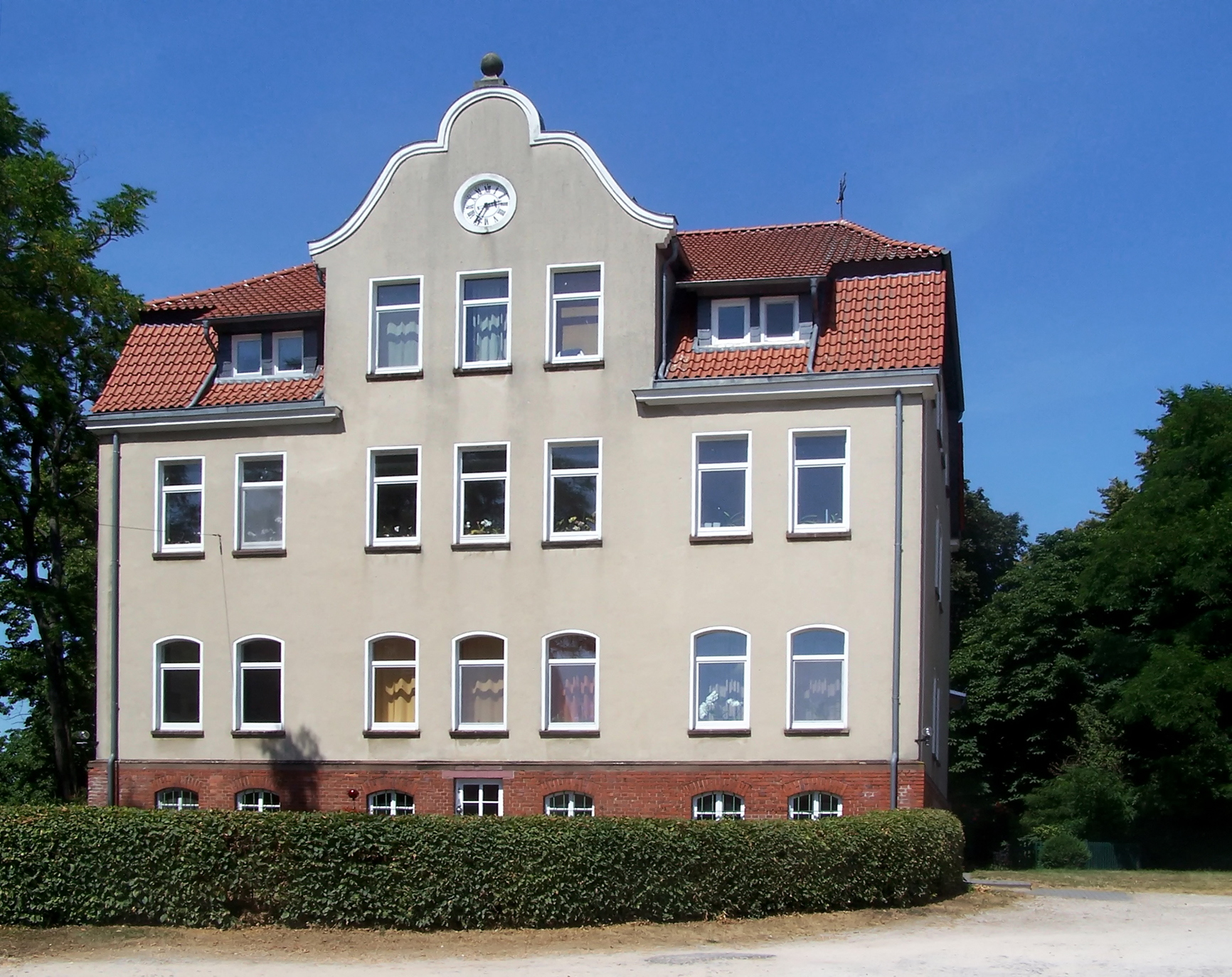
Ehemaliges Herrenhaus

Der Reinshof blieb ein selbständiger Gutsbezirk im Landkreis Göttingen. Durch Gesetz vom 27. Dezember 1927 wurde der bis dahin selbständige Gutsbezirk Reinshof aufgehoben und mit der Gemeinde Niedernjesa vereinigt. Im Jahr 1980 verpachtete die Klosterkammer Hannover das Klostergut Reinshof an die Georg-August-Universität Göttingen, die es seitdem als Versuchswirtschaft für Agrarökonomie und Agrartechnik nutzt.
Das Klostergut besaß von ca. 1890 bis 1975 eine Landwirtschaftsbahn mit einem festen Gleis vom Gut bis zum Bahnhof in Rosdorf. Außerdem gab es verschiedene Stichgleise an den Feldwegen. Bei Bedarf während der Zuckerrübensaison wurden weitere Gleise verlegt. Als Vorspann dienten Pferde und Ochsen und in den Jahren 1974 bis 1975 Traktoren. Auf einem befestigten Feldweg, der vom Süden in das Gut führt, befinden sich noch Spurrillenschienen für die Doppelspurkranzräder, die im Kopfsteinpflaster eingebaut sind.

### Neuzeit
Niedernjesa erhielt 1867 eine Anbindung an die Eisenbahnlinie Heiligenstadt–Arenshausen–Friedland–Göttingen. Die gleichmäßig lockere Bebauungsstruktur des 19. Jahrhunderts ohne erkennbaren Ortskern hat sich bis auf Ortserweiterungen im Norden und vor allem im Südosten des Ortes weitgehend erhalten.

### Die Jahre 1950 bis 1973
Da die Bauunterhaltung der Kirche und des Pfarrhauses jahrzehntelang vernachlässigt worden war, sorgte Pastor Paul Gäbler mit dem Kirchenvorstand 1951 für die Neueindeckung des Pfarrhauses in Niedernjesa, 1952 für den Bau einer Kläranlage auf dem Pfarrhof und 1970 für Außenarbeiten an der St. Laurentius-Kirche in Niedernjesa. Im Jahr 1954 wurde die neue Friedhofskapelle in Niedernjesa gebaut.
Ein besonderer Höhepunkt war die Hundertjahrfeier der 1855 von dem Architekten Otto Praël entworfenen St. Laurentius-Kirche in Niedernjesa am 26. Juni 1955. Im Festgottesdienst in der Kirche wurde die Goldene Konfirmation für die Goldenen Konfirmanden gefeiert, die in den Jahren 1887 bis 1905 konfirmiert worden waren. Am Nachmittag gestaltete Paul Gäbler die Hundertjahrfeier der St. Laurentius-Kirche unter der Luther-Linde, an der alle örtlichen Vereine mitwirkten. Die Luther-Linde war im Jahr 1867 zum 350-jährigen Jubiläum der Bekanntgabe der 95 Thesen von Martin Luther gepflanzt worden. Sie wurde 1972 vom Sturm umgebrochen und am 20. Mai 1973 durch eine Linde der Sorte "Tilia vord 3-4xv" mit 25 bis 30 cm Stammumfang ersetzt.
Am 1. Januar 1973 wurde Niedernjesa in die Gemeinde Friedland eingegliedert.

## Politik

### Ortsrat
Der Ortsrat setzt sich aus sieben Ratsfrauen und Ratsherren zusammen.
- SPD: 3 Sitze
- Wählergemeinschaft Niedernjesa: 2 Sitze
- Grüne: 2 Sitze

(Stand: Kommunalwahl am 12. September 2021)

### Ortswappen
Das blaue Schild zeigt von links unten nach rechts oben einen weiß-silberglänzenden Fluss (Bach). Seitlich des Flusses ist links oben ein weiß-silberner Flügel und rechts unten ein weiß-silberner Fisch dargestellt. Der Fluss nimmt Bezug auf den Ortsnamen, in dem die Silben -jesa auf schnell fließendes Wasser hinweisen.

## Kultur und Sehenswürdigkeit

### Baudenkmale in Niedernjesa
Die folgenden Gebäudeensemble in Niedernjesa stehen unter Denkmalschutz (Stand 1997):
- Fahrt: St. Laurentiuskirche Niedernjesa
- Fahrt 4: Frühere Schule, jetzt Dorfgemeinschaftshaus, mit Nebengebäuden
- Fahrt 8: Früheres Pfarrhaus neben dem Kirchturm, jetzt Privathaus, das circa 2010 renoviert worden ist. Es ist ein doppelgeschossiger Fachwerkbau mit hohem Walmdach.
- Klostergut Reinshof
- Klothgasse 4: Das Wohnhaus ist ein doppelgeschossiger Fachwerkbau mit leicht vorkragendem Oberstock und stammt aus der zweiten Hälfte des achtzehnten Jahrhunderts.
- Winkelstraße 2: Dies ist ein stattlicher Dreiseithof mit Scheune. Auf der Südseite der Hofanlage stehen ein in der Mitte des neunzehnten Jahrhunderts gebautes doppelgeschossiges Fachwerkhaus und ein offenbar noch älteres Wohnnebengebäude, das auch als doppelgeschossiges Fachwerkgebäude gebaut wurde. Eine langgestreckte Querdurchfahrtscheune auf der Nordseite vom Ende des 19. Jahrhunderts schließt den Dreiseithof im Norden ab.
- Winkelstraße 13
- Hauptstraße/Zur Insel: Der Thie
- Zur Insel 3: Das Wohnhaus ist ein giebelständig zur Straße ausgerichteter und langgestreckter Fachwerkbau, der ein abgewalmtes Dach trägt. Das Wohnhaus entstand wohl gegen Ende des 18. Jahrhunderts.

### St. Laurentiuskirche Niedernjesa

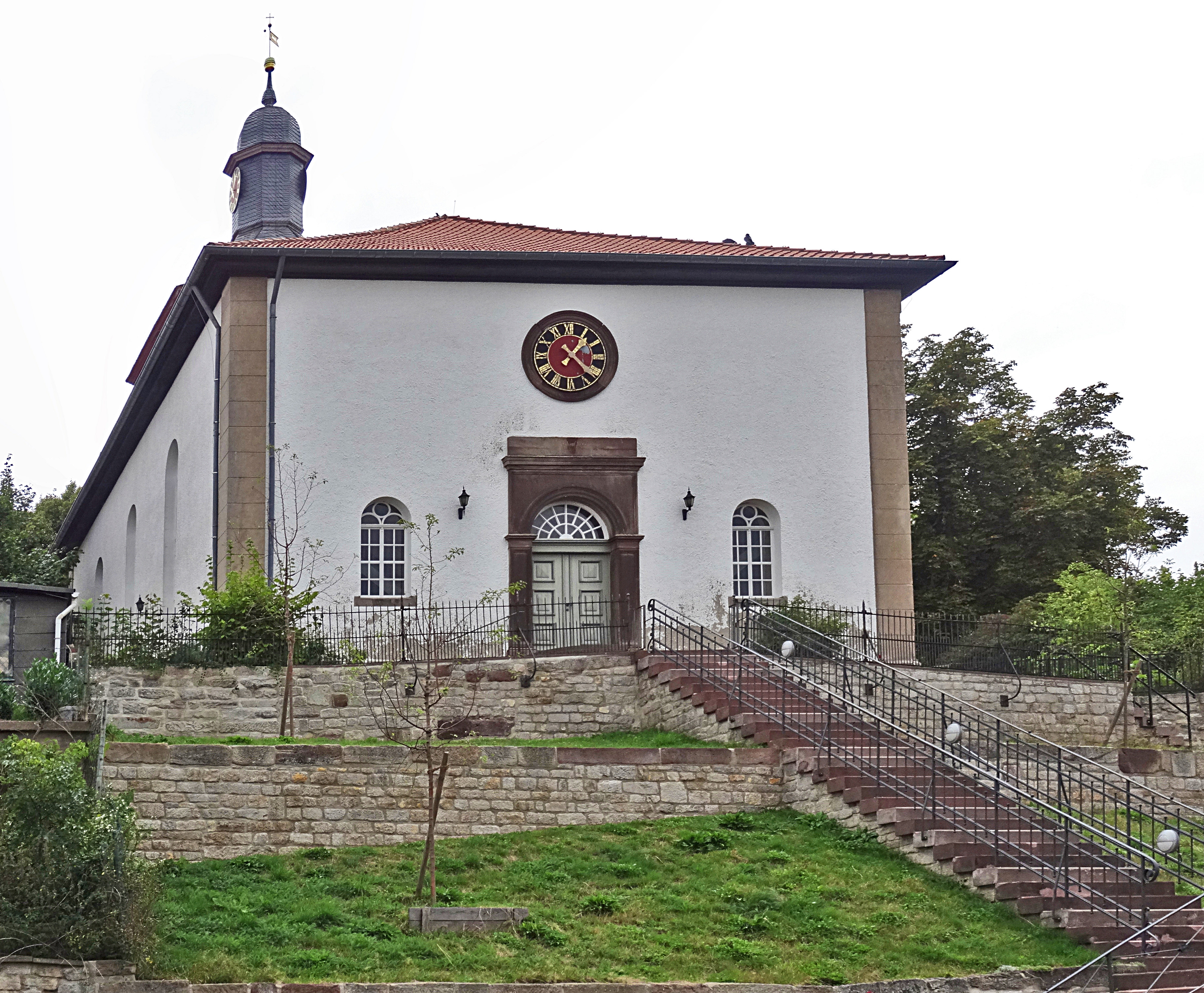
St.-Laurentius-Kirche

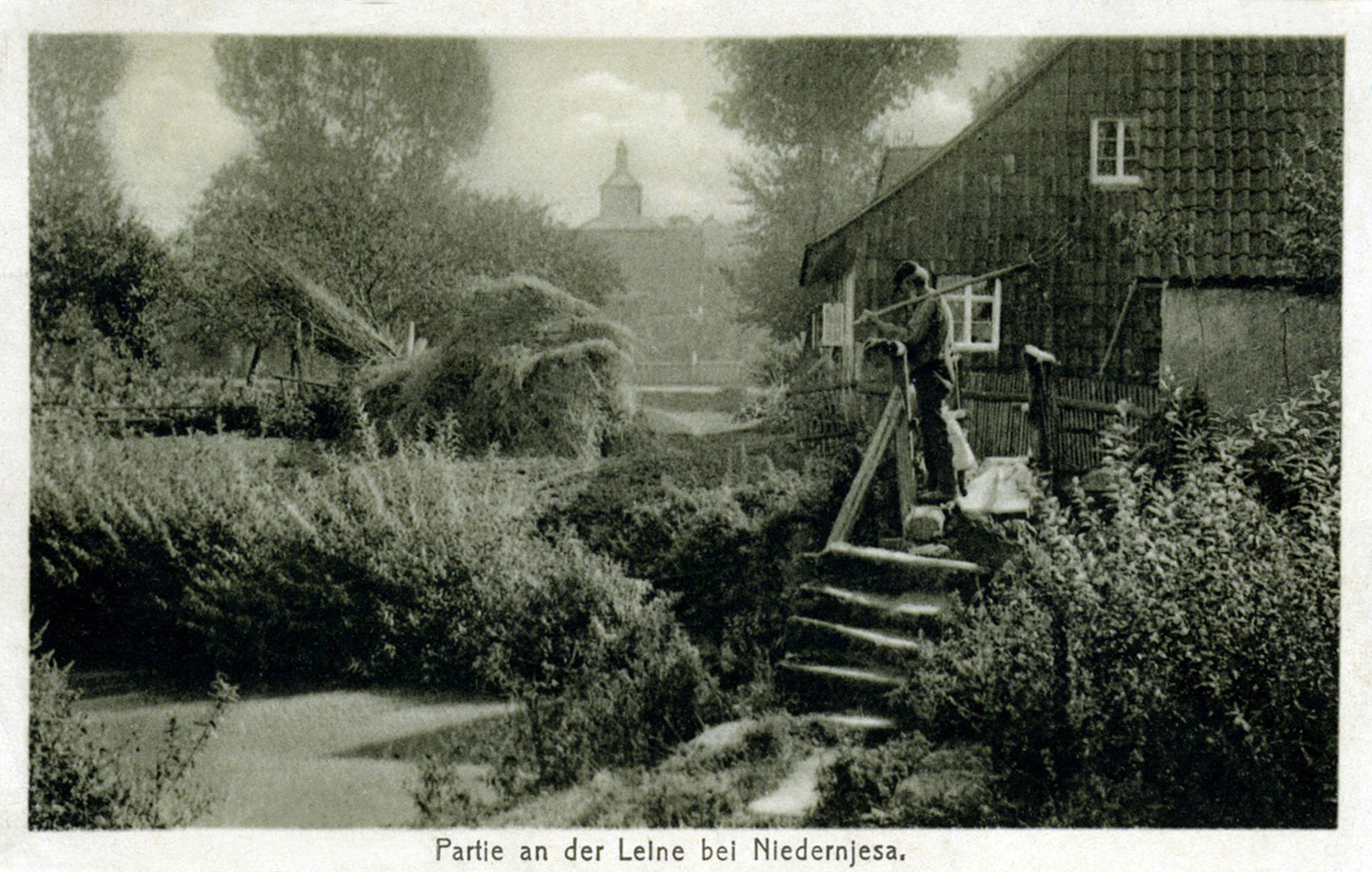
Ein Bauer steht um 1910 auf der Leinebrücke vor seinem Bauernhaus auf der Insel. Im Hintergrund befindet sich die Kirche.

Niedernjesa wird von der evangelischen Kirche St. Laurentius mit ihrem über 900 Jahre alten Kirchturm überragt. Eine breite Treppe führt von der Hauptstraße zur Eingangstür der Kirche hinauf. Über der Eingangstür befindet sich auf dieser Schmalseite der Kirche das große runde Zifferblatt der Kirchenuhr, das aus der Ferne wie ein Markenzeichen der Kirche wirkt und anzeigt, „was die Stunde geschlagen hat“. Aus der Ferne – etwa aus vorbeifahrenden Zügen – zeigt Niedernjesa sein markantes Profil: Das Dorf erhebt sich in ganzer Breite aus dem Leinetal und wird von der weiß gestrichenen St. Laurentiuskirche überragt, deren runde Uhr zum Erkennungszeichen des Dorfes wird.
Das weiß gestrichene Kirchenschiff mit sparsamer Gliederung wurde 1855 von dem Landbaumeister Otto Praël entworfen und westlich an den bestehenden Kirchturm angebaut. Das Langhaus zeigt in der Eckbetonung und in der flach aufgelegten Portalrahmung sparsam gesetzte Einzelformen, die dem Formenrepertoire des neunzehnten Jahrhunderts entsprechen. Der Innenraum wird durch eine von Säulen getragene U-förmige Empore gegliedert. In seiner Gestaltung hebt sich das Langhaus vom markanten Ostturm klar ab. Gegliedert wird der blockhaft erscheinende Ostturm durch schmale Fenster und eine unregelmäßige Eckquaderung, die sich vom Bruchsteinmauerwerk abhebt. Der Turm wird von einer verschieferten laternenförmigen Haube bekrönt.
Der Kirchturm diente möglicherweise einer ehemaligen Klosteranlage als Wehrturm, da er von einem Wallgraben umgeben war, der noch im Jahr 1917 in den Gärten der Familien Hinterthür und Herborg zu erkennen war.
Die St. Laurentiuskirche steht unter Denkmalschutz. Ein besonderer Höhepunkt war die Hundertjahrfeier der St. Laurentius-Kirche in Niedernjesa am 26. Juni 1955. Im Festgottesdienst in der Kirche wurde die Goldene Konfirmation für diejenigen gefeiert, die in den Jahren 1887 bis 1905 konfirmiert worden waren. Am Nachmittag gestaltete Paul Gäbler die Hundertjahrfeier der St. Laurentius-Kirche unter der Luther-Linde, an der alle örtlichen Vereine mitwirkten.

### Vereine
Stand: Februar 2015.
- Bowling Club Niedernjesa
- Deutsches Rotes Kreuz – Ortsverein Niedernjesa
- Freiwillige Feuerwehr Niedernjesa
- Frauensingkreis Niedernjesa
- Göttinger Märchenland e. V.
- Junggesellen Niedernjesa e. V.
- Kyffhäuser Kameradschaft Niedernjesa
- Männergesangverein MGV "Concordia"
- Schützenverein Niedernjesa e. V.
- Sportgemeinschaft Niedernjesa von 1925 e. V.
- Stiftung Aufbruch – Stiftung der Kirchengemeinden Niedernjesa und Stockhausen
- Therapeutischer Reitverein Sankt Martin e. V.

## Persönlichkeiten
- Paul Gäbler (* 25. Dezember 1901 in Tiruvallur in Tamil Nadu; † 3. Oktober 1972 in Göttingen) übernahm von 1950 bis 1970 die Pfarrstelle für Niedernjesa und Stockhausen. Zu seinem beruflichen Auftrag gehörte die Ausbildung von Vikaren. Innerhalb der Ev.-luth. Landeskirche Hannovers war er Vorsitzender der Kirchenvorstände von Niedernjesa und Stockhausen und Mitglied des Kreiskirchenvorstandes, der Synode und zahlreicher ökumenischer Fachausschüsse. Die Georg-August-Universität Göttingen übertrug ihm in den Jahren 1957 bis 1972 einen Lehrauftrag für Missionswissenschaft an der Theologischen Fakultät der Georg-August-Universität Göttingen. Außerdem war er Übersetzer für den Ökumenischen Rat der Kirchen und nahm in deren Auftrag an der 3. Vollversammlung des Ökumenischen Rates der Kirchen 1961 in Neu-Delhi teil.